# Pipistrellus tenuis
Pipistrellus tenuis är en däggdjursart som först beskrevs av den holländske zoologen Coenraad Jacob Temminck 1840.  Pipistrellus tenuis ingår i släktet Pipistrellus och familjen läderlappar. IUCN kategoriserar arten globalt som livskraftig.

## Taxonomi
Catalogue of Life. och Wilson & Reeder (2005) skiljer båda mellan 8 underarter:
- Pipistrellus (Pipistrellus) tenuis tenuis (Temminck, 1840)
- Pipistrellus (Pipistrellus) tenuis mimus Wroughton, 1899
- Pipistrellus (Pipistrellus) tenuis murrayi Andrews, 1900
- Pipistrellus (Pipistrellus) tenuis nitidus (Tomes, 1859)
- Pipistrellus (Pipistrellus) tenuis ponceleti Troughton, 1936
- Pipistrellus (Pipistrellus) tenuis portensis Allen, 1906
- Pipistrellus (Pipistrellus) tenuis sewelanus Oei, 1960
- Pipistrellus (Pipistrellus) tenuis subulidens Miller, 1901

## Utseende
Denna fladdermus blir med svans 69 till 77 mm lång och den väger mellan 3,2 och 4,2 g. Artens päls är på ryggen mörkbrun och på buken något ljusare. Jämförd med andra arter av samma släkte är öronen och den broskiga fliken i örat (tragus) små. Pipistrellus tenuis har en bred nos och det finns inga ytliga skillnader mellan hanar och honor förutom könsorganen.

## Utbredning
Artens utbredningsområde sträcker sig över södra och sydöstra Asien från östra Afghanistan, centrala Pakistan och södra Kina till Filippinerna, Java och Seram.
Underarten Pipistrellus tenuis mimus förekommer i Indien.

## Ekologi
Arten vistas upp till 770 meter över havet. Habitatet varierar mellan torra och fuktiga landskap. Pipistrellus tenuis är vanlig i både skogar och på landbygd. Den förekommer även i samhällen, men där minskar arten. Fladdermusen vilar bland annat i trädens håligheter, i byggnader, under vissna löv eller i sprickor i klippor och murar. Arten lämnar gömstället tidigt på kvällen och jagar olika insekter som skalbaggar, kackerlackor, nattflyn, tvåvingar och steklar. För att hitta födan används ekolokalisering.
Hos arten förekommer två parningstider, en i februari och mars och den andra i juli och augusti. Honan föder upp till tre ungar per kull, oftast tvillingar. För övrigt antas vara fortplantningssättet lika som hos andra arter av släktet Pipistrellus.
När fladdermusen jagar nära människans bostäder uppfattas den ibland som störande och några individer dödas.